# The WB
The WB Television Network (skraćeno The WB) bila je američka televizijska mreža u većinskom vlasništvu filmske i televizijske produkcijske kuće Warner Bros. Entertainment. Mreža je s prikazivanjem programa započela 11. siječnja 1995.
Program televizijske mreže The WB bio je usmjeren na tinejdžersku publiku, s naglaskom na dramske i humoristične serije. Tijekom svog jedanaestogodišnjeg emitiranja, The WB je premijerno prikazao brojne kultne američke televizijske serije, uključujući  Buffy, ubojica vampira, Dawson's Creek, Gilmoreice, Lovci na natprirodno, Reba, One Tree Hill i Smallville. Mreža je prikazivala i Kids' WB, programski blok posvećen dječjem sadržaju koji je uključivao naslove poput Teen Titans, Pokémon, The Powerpuff Girls i crtiće o Scooby Doou.
Zbog nezadovoljavajuće gledanosti, gašenje mreže najavljeno je u siječnju 2006. The WB i UPN bili su spojeni u novu mrežu, The CW, koja je s prikazivanjem programa započela 18. rujna 2006.